# Río Perquenco
Río Perquenco är ett vattendrag i Chile. Det ligger i den södra delen av landet, 600 km söder om huvudstaden Santiago de Chile.
I omgivningarna runt Río Perquenco växer i huvudsak städsegrön lövskog. Runt Río Perquenco är det glesbefolkat, med 15 invånare per kvadratkilometer.